# Marnicq Bervoets
Marnicq Bervoets   (Paal, 21 de juny de 1969) és un ex-pilot de motocròs flamenc que destacà en competició internacional durant les dècades del 1990 i 2000, etapa durant la qual fou quatre vegades subcampió del món de motocròs (les tres primeres, als 250cc darrere de Stefan Everts). Bervoets va aconseguir 19 victòries en Grans Premis i 6 Campionats de Bèlgica, a més d'haver integrat la selecció belga que va guanyar el Motocross des Nations els anys 1995, 1997 i 1998.

## Palmarès
Font:
| Any          | Motocicleta  | C. del Món | C. del Món | C. de Bèlgica | C. de Bèlgica |
| Any          | Motocicleta  | 500cc      | 250cc      | 250cc         | 125cc         |
| ------------ | ------------ | ---------- | ---------- | ------------- | ------------- |
| 1989         | Kawasaki     | -          | 9è         |               |               |
| 1990         | Kawasaki     | -          | 6è         |               |               |
| 1991         | Kawasaki     | -          | 5è         | 1r            |               |
| 1992         | Yamaha       | -          | 7è         | 1r            |               |
| 1993         | Kawasaki     | -          | 5è         |               |               |
| 1994         | Suzuki       | -          | 4t         | 1r            |               |
| 1995         | Suzuki       | -          | 2n         | 1r            |               |
| 1996         | Suzuki       | -          | 2n         | 1r            |               |
| 1997         | Suzuki       | -          | 2n         |               |               |
| 1998         | Suzuki       | -          | 4t         |               |               |
| 1999         | Kawasaki     | -          | 5è         | 1r Open       |               |
| 2000         | Yamaha       | 2n         | -          |               |               |
| 2001         | Yamaha       | 3r         | -          |               |               |
| 2002         | Yamaha       | 4t         | -          |               |               |
| 2003         | Yamaha       | 7è         | -          |               |               |
| Total títols | Total títols | 0          | 0          | 6             | 1             |